# 福建省南平市中级人民法院
福建省南平市中级人民法院是中华人民共和国福建省南平市的中级人民法院。

## 沿革
福建省南平市中级人民法院成立于1951年1月，前身是福建省人民法院南平分院和建阳分院，坐落在南平市延平区杨真一路32号。

## 机构设置
南平中院现设有办公室、审管办、立案庭、刑一庭、刑二庭、少年庭、民一庭、民二庭、民三庭、行政庭、生态资源庭、审监庭、执行局、研究室、行装处、司鉴处、法培处、干部处、干教处、监察室、机关党委、法警支队等22个职能机构。

## 历任领导
| 院长 副院长 | 党组书记 |

## 知名案例
- 厦门远华案中的部分案件
- 原福州市连江县委书记黄金高受贿、贪污案
- 陈凯组织、领导黑社会性质组织、组织卖淫案
- 郑民生无差别杀人案
- 原安徽省政协副主席韩先聪受贿、滥用职权案
- 北京市朝阳区自然之友环境研究所、福建省绿家园环境友好中心与谢知锦、倪明香等林业承包合同纠纷案（中国大陆首例由民间组织发起的环保公益诉讼）

## 对应基层人民法院
- 福建省南平市延平区人民法院
- 福建省南平市建阳区人民法院
- 福建省邵武市人民法院
- 福建省武夷山市人民法院
- 福建省建瓯市人民法院
- 福建省顺昌县人民法院
- 福建省浦城县人民法院
- 福建省光泽县人民法院
- 福建省松溪县人民法院
- 福建省政和县人民法院